# Domenico Giani
Pour les articles homonymes, voir Giani (homonymie).
Domenico Giani (né le 16 août 1962 à Arezzo, en Italie) est un commandant de la Gendarmerie vaticane et directeur des services de sécurité du Vatican de 2015 à 2019. 

## Biographie
Diplômé en pédagogie de la faculté d'éducation de l'université de Sienne, il a été sous-officier et officier de la Garde des finances (en italien : Guardia di Finanza). Il a ensuite travaillé dans les services du renseignement italien. 
En 1999, Domenico Giani devient l'adjoint de Camillo Cibin, préfet du Corps de la gendarmerie de l'État de la Cité du Vatican, alors connu sous le nom de Corps de sécurité de l'État de la cité du Vatican.  Giani a notamment protégé le pape Benoît XVI des deux agressions de Susanna Maiolo lors des messes de minuit de Noël en 2008 et 2009, à la basilique Saint-Pierre. 
Depuis le 3 juin 2006, Domenico Giani est le préfet du Corps de la gendarmerie de l'État de la Cité du Vatican, ainsi que le principal garde du corps du pape Benoît XVI et du pape François. Il est à la tête d'une unité de 130 policiers (2015).
Il a coordonné et mené les enquêtes Vatileaks et Vatileaks 2 . 
Le 14 octobre 2019, il démissionne de son poste de chef de la gendarmerie. Son départ est causé par une fuite d'informations liée à des enquêtes sur des opérations financières et immobilières de la Secrétairerie d'État. 